# Ballér István
Ballér István egyes forrásokban Balliér István (szlovénül Števan Baler) (Gerőháza, 1760. augusztus 28. – Porrogszentkirály, 1835. április 2.) magyarországi szlovén evangélikus lelkész, író, tanító, Somogy esperese.
A Tótságban született a mai Gerőházán, Magyarszombatfa közelében. Elemi iskoláit az Őrségben végezte, utána Nemescsón, a szlovén evangélikusok egyik központjában tanult. Miután az elemi iskolát elvégezte, a soproni evangélikus líceumban kezdett el tanulni, ahol aztán fel is szentelték.
Kántortanítóként a Vas vármegyei Kissomlyón munkálkodott. 1784-ben a mai Porrogszentkirályon kezdett el lelkészkedni és tanítani. A községben somogyi szlovén kisebbség élt, amelynek anyanyelvén misézett a templomban illetve tanított. Vendül keletkeztek egyházi énekei, illetve iskolai anyagot szerkesztett. Bár egy rendelet betiltotta a vend használatát, ő azonban nem tett eleget ennek. Emiatt fel is jelentették, de haláláig őrizte a vendet Porrogon.

1805-ben esperessé választották, és a somogyi iskolák tanfelügyelőjévé nevezték ki, amit haláláig betöltött.
Halálával a porrogi szlovén kisebbség asszimilációja már megállíthatatlanná vált. Sírja a község temetőjében, az evangélikus lelkészek számára fenntartott helyen fellelhető.